# Dorcadion glicyrrhizae
Dorcadion glicyrrhizae là một loài bọ cánh cứng trong họ Cerambycidae.